# اتیونی
اتیونی (که با املاهای دیگر نظیر اتیوهی و اتیو هم نوشته شده) نام یک کنفدراسیون قبیله‌ای اولیه در عصر آهن بود که اهالی آن در بخش‌های شمالی رودخانه آراکس (ارس کنونی) ساکن بودند و تقریباً با استان بعدی آیرارات در پادشاهی ارمنستان مطابقت یافتند. : ۵۰  اتیونی مکرراً در تاریخ پادشاهان اورارتویی که لشکرکشی‌های متعددی را به قلمرو اتیونی رهبری می‌کردند، ذکر شده است. بر اساس متون آشوری، به احتمال زیاد این «اتونا» یا «اتینا» بعدتر در سقوط اورارتو نقش داشته است. : 51  برخی از محققان معتقدند که اتیونی جمعیتی ارمنی‌زبان داشته است. : ۴۹–۵۳ 

## وجه تسمیه

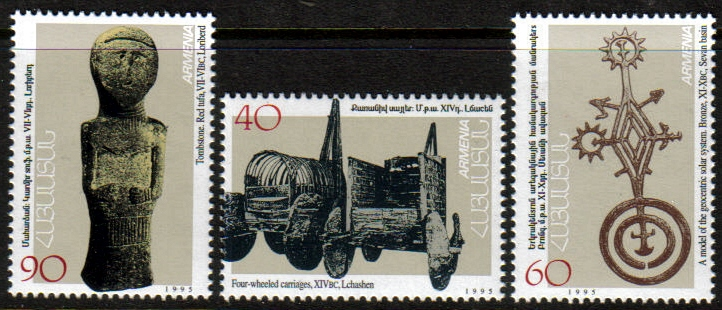
تمبرهای صادر شده در کشور ارمنستان، مصنوعات باستانی به جا مانده از فرهنگ اتیونی را نشان می‌دهد که در نزدیکی دریاچه سوان یافت شده است.

ایگور دیاکونوف نوشته است که اتیونی یک نام اورارتویی به معنای «سرزمین یا مردم اتیو» (Etio) است، در حالی که میرجو سالوینی ترجیح می‌دهد آن را به عنوان «اتیو» (Etiu) بخواند. مردم‌نگار آرمن پطروسیان پیشنهاد کرد که این نام می‌تواند یک ترجمه خط میخی اورارتویی از واژهٔ Hatio باشد (لذا گاهی به صورت هاتیو آوانویسی می‌شود) و طبق این فرضیه، دیاکونوف نام هاتیو را به صورت شکل اولیه بازسازی‌شده ار نام متداول ارمنی مدرن، هَی (հայ) ارائه کرده بود.
سیستم نوشتاری خط میخی که اورارتویی‌ها استفاده می‌کردند فاقد نمادی برای تعیین صدای «h» بود، بنابراین اورارتویی‌ها یا از نمادی که معمولاً برای انتقال h حنجره (ḫ، χ) استفاده می‌شد، استفاده می‌کردند یا از هیچ نمادی برای انتقال این واج استفاده نمی‌کردند. پطروسیان با استناد به دیاکونوف و گئورگ جاهوکیان گفت که "e" اورارتویی ممکن است با "a" ارمنی در ابتدای کلمات مطابقت داشته باشد. : ۵۰ 
پطروسیان با استناد به زبان شناسان قرن نوزدهم، فردریش اشپیگل و هاینریش کیپرت، پیشنهاد کرد که «هاتیو» ممکن است در نهایت از ریشهٔ واژهٔ نیا هندواروپایی *poti به معنای «ارباب و شوهر» گرفته شده باشد. : ۳۰–۳۱  بر اساس این نظریه، این نام با پسوند جمع، از *potiio → *hetiyo → *hatiyo → hay ایجاد شده است.

## مکان و مناطق

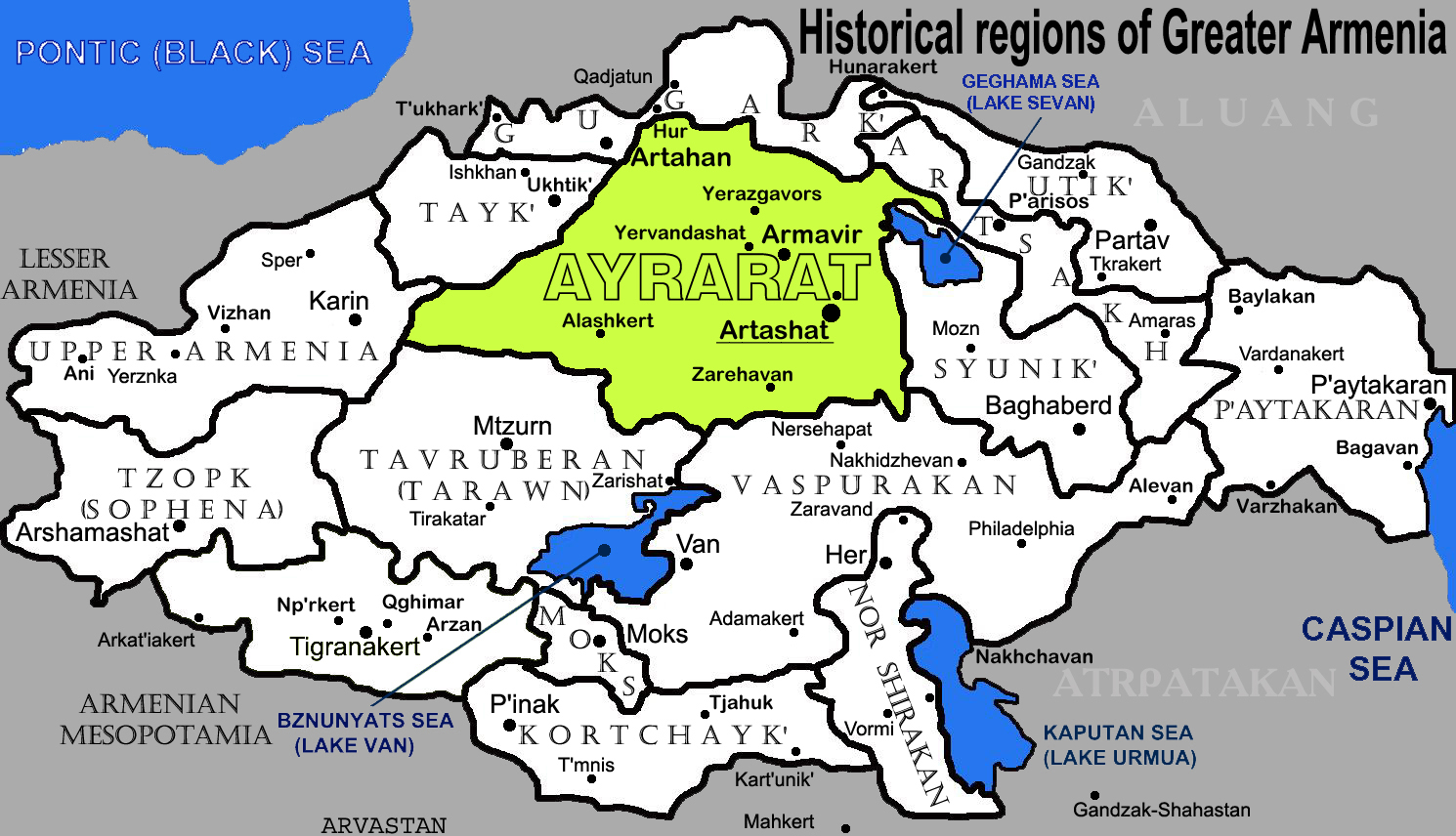
به نظر می‌رسد اتیونی تا حد زیادی از نظر جغرافیایی با استان آیرارات بعدی در پادشاهی ارمنستان همپوشانی داشته باشد، اگرچه اتیونی بیشتر خط ساحلی دریاچه سوان را در بر می‌گرفت.

اتیونی از تعدادی پادشاهی و قبایل کوچک تشکیل شده بود؛ از جمله ایگا (همچنین به نام‌های ایگانی، ایا، و آیا نیز شناخته می‌شود)، در ساحل جنوبی دریاچه چیلدیر؛ ابیلیانی و آپونی، که احتمالاً مربوط به ارمنیان آبلیان و هاونونیک، در منطقه قارص است؛ لوشا، کاتارزا، اویتروهی، و گلوتحی که در دشت آرارات هستند. یکی دیگر از مناطق اتیونی لیکوینی بود که در نزدیکی آرماویر قرار داشت. پطروسیان پیشنهاد کرد که ارکوئاخی، یکی دیگر از مناطق اتیونی بوده که واقع در سمت شمالی کوه آرارات بوده و می‌تواند یک نام بومی ارمنی برای دو قله کوه باشد (مقایسه با ارکو երկու در زبان ارمنی به معنای "دو").
شهر آزا که روسا از آن به عنوان یک شهر زیارتی مهم در کنار رود آراکس یاد کرده است، به مرکز مذهبی ثروتمند آزارا متصل بوده است که بعدها توسط استرابون در نزدیکی آرتاشات نام آن ذکر شده است.
سرزمین‌های اتیونی اوئلیکونی (ولیکونی) و تیلوهی در ساحل غربی دریاچه سوان و ککونی در ساحل شمالی دریاچه قرار داشتند. محوطه باستانی لچاشن که احتمالاً مربوط به شهر ایشتیکونی است در یکی از این پادشاهی‌ها قرار داشته است. : ۸۱ 
اورارتویی‌ها از «چهار پادشاه اودوری-اتیونی» یاد کردند. این ممکن است به کنفدراسیونی جداگانه اشاره داشته باشد، اما شاید از نظر فرهنگی و زبانی هم با اتیونی پیوسته بوده باشند و خود اودوری شامل سرزمین‌های لوئی، کمانی، اورتهخینی و ارقوقینی بود که در امتداد ساحل جنوبی دریاچه سوان امتداد داشتند. کلمه «اودوری» احتمالاً به معنای «آب» است (اشاره به موقعیت آن در کنار دریاچه سوان).
به نظر می‌رسد اتیونی از غرب با دیائوئهی، از جنوب با اورارتو و احتمالاً سرزمین‌های جداگانه بیانی و از شمال یا شمال غربی با کولخی همسایه بوده است.

## حاکمان
اورارتوها فقط از یک پادشاه اتیونی نام بردند که دیاشونی ایگا (یا ایا) است. پطروسیان ریشه دیاشونی را به عنوان یک نام ارمنی تأیید نشده به معنای «زاده خدا» دانست (տիւ + ծնուն)، آن را با دیوژن یونانی (Διογένης)، دیازنوس تراکیا، دیووژنوس سلتیک و دواجا سانسکریت (देवजा) هم‌ریشه دانسته و مقایسه می‌کند. : ۳۴ 
سایر پادشاهان مناطق اتیونی احتمالاً حاکمان پادشاهی‌های کوچکتر یا روسای محلی بودند. این‌ها عبارتند از: مورینو از اولیکونی، مورینی از ابیلیانی، سینالبی از لوئهی، راشو از رویشیا، و کاپورینی از ایگا (ایا).